# Lista över countyn i Ohio

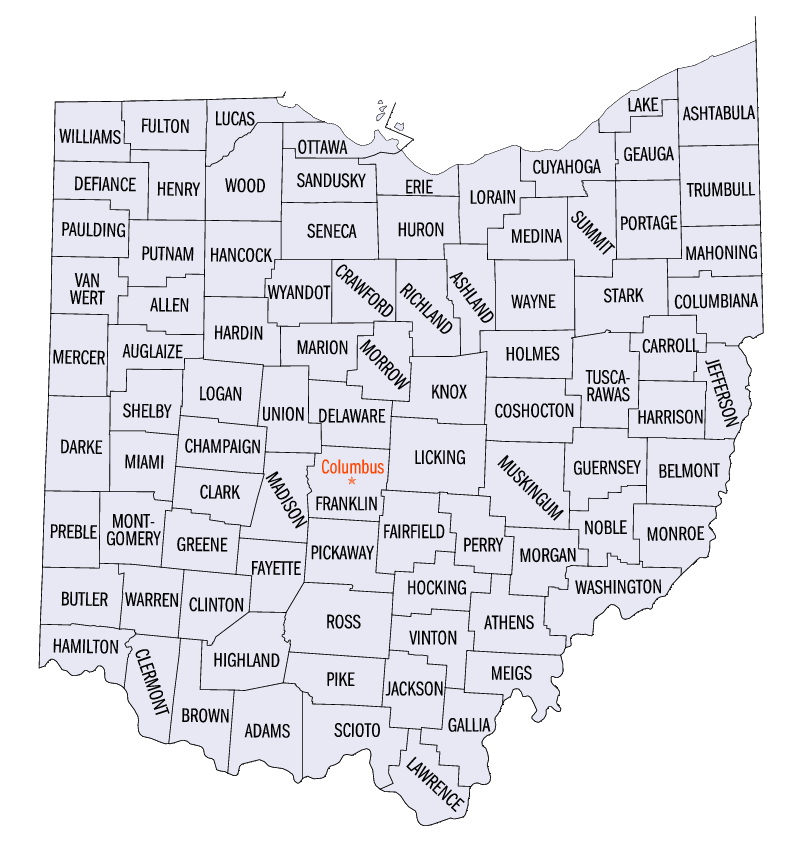
Ohios countyn.

Detta är en lista över de 88 countyn som finns i delstaten Ohio i USA. 
| County            | Huvudort (county seat) |
| ----------------- | ---------------------- |
| Adams County      | West Union             |
| Allen County      | Lima                   |
| Ashland County    | Ashland                |
| Ashtabula County  | Jefferson              |
| Athens County     | Athens                 |
| Auglaize County   | Wapakoneta             |
| Belmont County    | St. Clairsville        |
| Brown County      | Georgetown             |
| Butler County     | Hamilton               |
| Carroll County    | Carrollton             |
| Champaign County  | Urbana                 |
| Clark County      | Springfield            |
| Clermont County   | Batavia                |
| Clinton County    | Wilmington             |
| Columbiana County | Lisbon                 |
| Coshocton County  | Coshocton              |
| Crawford County   | Bucyrus                |
| Cuyahoga County   | Cleveland              |
| Darke County      | Greenville             |
| Defiance County   | Defiance               |
| Delaware County   | Delaware               |
| Erie County       | Sandusky               |
| Fairfield County  | Lancaster              |
| Fayette County    | Washington Court House |
| Franklin County   | Columbus               |
| Fulton County     | Wauseon                |
| Gallia County     | Gallipolis             |
| Geauga County     | Chardon                |
| Greene County     | Xenia                  |
| Guernsey County   | Cambridge              |
| Hamilton County   | Cincinnati             |
| Hancock County    | Findlay                |
| Hardin County     | Kenton                 |
| Harrison County   | Cadiz                  |
| Henry County      | Napoleon               |
| Highland County   | Hillsboro              |
| Hocking County    | Logan                  |
| Holmes County     | Millersburg            |
| Huron County      | Norwalk                |
| Jackson County    | Jackson                |
| Jefferson County  | Steubenville           |
| Knox County       | Mount Vernon           |
| Lake County       | Painesville            |
| Lawrence County   | Ironton                |
| Licking County    | Newark                 |
| Logan County      | Bellefontaine          |
| Lorain County     | Elyria                 |
| Lucas County      | Toledo                 |
| Madison County    | London                 |
| Mahoning County   | Youngstown             |
| Marion County     | Marion                 |
| Medina County     | Medina                 |
| Meigs County      | Pomeroy                |
| Mercer County     | Celina                 |
| Miami County      | Troy                   |
| Monroe County     | Woodsfield             |
| Montgomery County | Dayton                 |
| Morgan County     | McConnelsville         |
| Morrow County     | Mount Gilead           |
| Muskingum County  | Zanesville             |
| Noble County      | Caldwell               |
| Ottawa County     | Port Clinton           |
| Paulding County   | Paulding               |
| Perry County      | New Lexington          |
| Pickaway County   | Circleville            |
| Pike County       | Waverly                |
| Portage County    | Ravenna                |
| Preble County     | Eaton                  |
| Putnam County     | Ottawa                 |
| Richland County   | Mansfield              |
| Ross County       | Chillicothe            |
| Sandusky County   | Fremont                |
| Scioto County     | Portsmouth             |
| Seneca County     | Tiffin                 |
| Shelby County     | Sidney                 |
| Stark County      | Canton                 |
| Summit County     | Akron                  |
| Trumbull County   | Warren                 |
| Tuscarawas County | New Philadelphia       |
| Union County      | Marysville             |
| Van Wert County   | Van Wert               |
| Vinton County     | McArthur               |
| Warren County     | Lebanon                |
| Washington County | Marietta               |
| Wayne County      | Wooster                |
| Williams County   | Bryan                  |
| Wood County       | Bowling Green          |
| Wyandot County    | Upper Sandusky         |